# Dušníky
Obec Dušníky se nachází v okrese Litoměřice v Ústeckém kraji. Žije zde 450 obyvatel.

## Historie
První písemná zmínka pochází z roku 1226.
V srpnu 2021 archeologové z Filozofické fakulty Západočeské univerzity v Plzní společně s pracovníky Centra pro teoretická studia Univerzity Karlovy v Praze a České zemědělské univerzity při zkoumání rozlehlé mohyly z doby kamenné na poli jižně od obce Dušníky odkryli hrob, v němž byla nalezena kostra dítěte. Podle dalších nálezů, datovaných do pozdější doby, mohyla sloužila v průběhu staletí jako rituální místo.
Mohyla, jejíž průzkum započal na jaře roku 2021, je považována za jednu z nejstarších v Evropě. Vznik 86 metrů dlouhé a 26 metrů široké mohyly spadá do období na počátku tzv. kultury nálevkovitých pohárů zhruba 3800 let před naším letopočtem.

## Obyvatelstvo
|           | 1869 | 1880 | 1890 | 1900 | 1910 | 1921 | 1930 | 1950 | 1961 | 1970 | 1980 | 1991 | 2001 | 2011 |
| --------- | ---- | ---- | ---- | ---- | ---- | ---- | ---- | ---- | ---- | ---- | ---- | ---- | ---- | ---- |
| Obyvatelé | 298  | 331  | 335  | 350  | 358  | 403  | 385  | 315  | 315  | 264  | 271  | 268  | 293  | 388  |
| Domy      | 52   | 54   | 56   | 62   | 61   | 67   | 82   | 87   | 83   | 75   | 70   | 101  | 108  | 112  |

## Pamětihodnosti
- Kaplička, u silnice v horní části vesnice
- Venkovské domy čp. 2 a 3
- V prostorách bývalé vesnické školy se nachází soukromé muzeum kočárků. Exponáty pocházejí z let 1890–1980 a zahrnují jak kočárky pro panenky, tak i pro děti.[8]